# Leucauge mandibulata
Leucauge mandibulata este o specie de păianjeni din genul Leucauge, familia Tetragnathidae, descrisă de F. O. P.-cambridge, 1903. Conform Catalogue of Life specia Leucauge mandibulata nu are subspecii cunoscute.